# Nordic Satellite AB
Nordic Satellite AB er et firma som operer to SIRIUS satellitter, der forsyner de nordiske og baltiske lande med TV, radio, data og kommunikation. Firmaet er ejet af Den Svenske Rumfartsorganisation og SES Global.

## Eksterne links
Nordic Satellite AB